# Campeonato Paulista de Futebol de 1989 - Divisão Especial
O Campeonato Paulista de Futebol de 1989 - Divisão Especial foi a 43.ª edição do torneio promovido pela Federação Paulista de Futebol. Equivaleu ao segundo nível do futebol no estado de São Paulo e foi vencido pelo Ituano Futebol Clube, que derrotou a Ponte Preta nas finais e conseguiu seu primeiro acesso à divisão principal do futebol paulista.

## Terceira fase
| 1 | Ponte Preta  | 09 |
| 1 | Francana     | 09 |
| 3 | Rio Branco   | 05 |
| 4 | Fernadópolis | 01 |

Francana classificou-se como melhor 2º colocado.
| 1 | Ituano          | 08 |
| 2 | Rio Preto       | 06 |
| 3 | Nacional        | 05 |
| 3 | Votuporanguense | 05 |

| 1 | Taquaritinga | 10 |
| 2 | Paulista     | 08 |
| 3 | Tanabi       | 06 |
| 4 | Capivariano  | 00 |

## Semifinal
| 26 de novembro | Francana | 0 – 1 | Ituano |  |
|                |          |       |        |  |

| 26 de novembro | Taquaritinga | 0 – 1 | Ponte Preta |  |
|                |              |       |             |  |

| 3 de dezembro | Ituano | 5 – 1 | Francana |  |
|               |        |       |          |  |

| 3 de dezembro | Ponte Preta | 3 – 1 | Taquaritinga |  |
|               |             |       |              |  |

## Final
| 10 de dezembro | Ponte Preta | 3 – 1 | Ituano |  |
|                |             |       |        |  |

| 16 de dezembro | Ituano | 2 – 0 | Ponte Preta |  |
|                |        |       |             |  |

Ituano conquistou o título por possuir melhor campanha.

## Premiação
| Campeonato Paulista de 1989 - Divisão Especial |
| ---------------------------------------------- |
| Ituano Campeão (1º título)                     |